# HD 152781
HD 152781，又名BD-16 4371，SAO 160171、HR 6284，是一颗恒星，视星等为6.37，位于銀經3.76，銀緯16.22，其B1900.0坐标为赤經16h 50m 15.4s，赤緯-16° 16.22′ 49″。